# Anthurium obpyriforme
Anthurium obpyriforme är en kallaväxtart som beskrevs av Leimbeck. Anthurium obpyriforme ingår i släktet Anthurium och familjen kallaväxter. Inga underarter finns listade.